# Euxoa fuscovariegata
Euxoa fuscovariegata är en fjärilsart som beskrevs av Tutt 1892. Euxoa fuscovariegata ingår i släktet Euxoa och familjen nattflyn. Inga underarter finns listade i Catalogue of Life.